# Plectrurus canaricus
Plectrurus canaricus là một loài rắn trong họ Uropeltidae. Loài này được Beddome mô tả khoa học đầu tiên năm 1870.